# My Krazy Life
My Krazy Life è il primo album in studio del rapper statunitense YG, pubblicato nel marzo 2014.

## Tracce
1. Momma Speech Intro – 0:15
2. BPT – 2:08
3. I Just Wanna Party (featuring Schoolboy Q & Jay Rock) – 3:32
4. Left, Right (featuring Mustard) – 3:52
5. Bicken Back Being Bool – 3:57
6. Meet the Flockers (featuring Tee Cee) – 2:03
7. My Nigga (featuring Jeezy & Rich Homie Quan) – 3:55
8. Do It to Ya (featuring TeeFLii) – 4:25
9. Me & My Bitch (featuring Tory Lanez) – 3:31
10. Who Do You Love? (featuring Drake) – 3:53
11. Really Be (Smokin N Drinkin) (featuring Kendrick Lamar) – 5:10
12. 1 AM – 2:37
13. Thank God (Interlude) (featuring Big TC & RJ) – 2:01
14. Sorry Momma (featuring Ty Dolla Sign) – 5:05

## Classifiche
| Classifica (2014) | Posizione massima |
| ----------------- | ----------------- |
| Stati Uniti       | 2                 |